# 赤い十年
赤い十年（あかいじゅうねん、英: The Red Decade）は、アメリカ合衆国の歴史において共産主義全般、特にスターリニズムへの心酔が広がった1930年代を意味する、ジャーナリストで歴史研究者のユージーン・ライオンズによる造語である。
ライオンズによれば、ヨシフ・スターリンに対する崇拝やボリシェヴィキによる革命への歓喜は1938年に頂点に達し、リベラル派、知識人、ジャーナリストだけでなく、合衆国政府の職員や高官の一部にまで深く浸透した。当時スターリニストの政権下にあったソビエト連邦（さらにはスターリニズム）が実態にそぐわない親善や敬意を世界的に受けるのに、アメリカ合衆国の知識人たちは貢献したとライオンズは主張している。